# 九江国
九江国，中国楚汉之际的封国，都城在六县（今安徽省六安市）。
前206年，项羽分封诸侯，将楚国一分为四，以自己为西楚霸王，以共敖为临江王，以吴芮为衡山王，英布为九江王。
前204年十二月，英布只身降汉，九江国归属项羽。前203年七月，刘邦以英布为淮南王，国都寿春（今安徽省寿县）。